# Il ventaglio scarlatto
Il ventaglio scarlatto (あやかし緋扇?, Ayakashi hisen) è un manga shōjo scritto e disegnato da Kyoko Kumagai, pubblicato sulla rivista giapponese Shōjo Comic a partire dal febbraio 2011. I capitoli sono stati poi raccolti in dodici tankōbon nella collana Flower Comics della casa editrice Shogakukan.
In Italia il manga è stato annunciato da Star Comics durante il Lucca Comics del 2014, ed è stato distribuito a partire da gennaio 2015.

## Trama
Miku Karasawa è una liceale dal carattere molto determinato, che si trova a proteggere i compagni più deboli, come Ryo Kamiyama. Un giorno, però, viene aggredita da uno spirito malvagio, e a soccorrerla è proprio Ryo, che si rivela essere uno spiritista. Miku da quel momento capisce di essere stata presa di mira da un'entità maligna, artefice di tutti gli attacchi a lei indirizzati. Ryo, affiancato dal professor Hijiri e dai fratelli Sakurazaki, cerca in ogni modo di proteggere la ragazza e scoprire la verità che si cela dietro a quegli spiriti, in particolare dietro al defunto fratello di Miku, Seiji.

## Personaggi
Miku Karasawa (唐沢未来?, Karasawa Miku)
Protagonista femminile della storia, Miku è una liceale tosta e coraggiosa, sempre pronta a difendere i suoi compagni dalle ingiustizie. Fin da piccola è stata capace di vedere gli spiriti, ma grazie alla protezione del defunto fratello per qualche anno ha perso questa capacità. È la reincarnazione della danzatrice shirabyoshi Miou; impara l'arte dell'antenata grazie a Sakura.
Ryo Kamiyama (神山陵?, Kamiyama Ryō)
Erede di un santuario shintoista, Ryo si presenta come il timido, debole e gentile compagno di classe di Miku. Si scopre essere però uno spiritista, che come la ragazza possiede la capacità di vedere gli spiriti e di praticare degli esorcismi grazie al suo ventaglio scarlatto. È innamorato di Miku da quando avevano 5 anni e si sente in colpa per la morte del fratello di lei. È la reincarnazione del signore locale Ryoha.
Seiji Karasawa (唐沢青治?, Karasawa Seiji)
Fratello maggiore di Miku, è morto a 16 anni in un incidente stradale mentre cercava di salvare Ryo (che a sua volta aveva appena salvato Miku). Come spirito ha vegliato sulla sorella sin dalla sua morte; viene però manipolato per impossessarsi dell'anima di Miku. Era la reincarnazione dello spiritista Hakusei.
Masato Hijiri (聖真人?, Hijiri Masato)
Insegnante di chimica del liceo di Miku e Ryo, è un esorcista esperto e vecchio amico di Seiji. Inizialmente aiuta Ryo a proteggere Miku, ma si scopre essere la reincarnazione dello spiritista che aiutò Shigure.
Sakura Sakurazaki (桜咲さくら?, Sakurazaki Sakura)
Nuova compagna di classe di Ryo e Miku, è una discendente di Miou e Ryoha. Come la sua antenata, è una danzatrice shirabyoshi, il cui potere cura ferite e malanni delle persone. Seppur inizialmente si dimostra ostile nei confronti dei due compagni, una volta scoperto il loro legame decide di aiutarli insieme al fratello Ryu.
Ryuha Sakurazaki (桜咲龍羽?, Sakurazaki Ryūha)
Fratello gemello di Sakura, è un ragazzo molto alto e taciturno, influenzato dalla personalità carismatica della sorella. Pratica gli esorcismi con una katana, dalla quale può anche evocare degli shikigami, in particolare dei cani divini. Si dimostra molto protettivo nei confronti di Miku.
Yu Kamiyama (神山優?, Kamiyama Yū)
Fratello minore di Ryo, dalla salute cagionevole e senza poteri spirituali. È la reincarnazione di Shigure. Muore all'età di 4 anni dopo aver recuperato i ricordi della sua vita precedente; successivamente si presenta a Miku come fantasma, arrivando anche a seguirla possedendo il corpo di un gatto.

### Epoca antica
Miou (未桜?, Miō)
Danzatrice shirabyoshi che lavorò presso la tenuta del signore Ryoha. Ebbe una storia d'amore con il nobile e ne vendicò la morte. Da Ryoha ebbe anche una figlia, Miu (美羽?), e per il suo bene si mise al servizio di Shigure; morì per mano di quest'ultimo. Il suo potere era molto grande; quando cantava con amore poteva guarire ferite e malanni, mentre cantando con odio era in grado di uccidere. Si è reincarnata in Miku.
Ryoha (嶺羽?, Ryōha)
Nobile locale, presso cui lavoravano Miou e Giyu. Si innamorò di Miou e le promise amore eterno, prima di essere ucciso da una maledizione lanciatagli da Giyu. Il suo spiritista era Hakusei. Si è reincarnato in Ryo grazie al rituale che fece Seiji.
Shigure (時雨?)
Nobile e fratellastro di Ryoha, di cui era geloso per la sua relazione con Miou. Escogitò un piano per uccidere il fratellastro ed accogliere in casa sua la ragazza insieme alla figlia. Venne ucciso dal canto d'odio di Miou.
Giyu (祇夕?, Giyū)
Danzatrice shirabyoshi, accolse Miou nella tenuta di Ryoha. Divenendo gelosa nei confronti della ragazza, strinse un accordo con Shigure e il suo spiritista e uccise Ryoha. Venne poi uccisa da Miou per vendetta, che ne sigillò l'anima. Dopo essere stata risvegliata, Miku riesce a farle raggiungere il nirvana.

## Manga
| 1  | 26 settembre 2011                                                                                  | ISBN 978-4-09-134053-5                                                      | 2 gennaio 2015   | ISBN 978-88-692-0222-3 |
| 1  | Capitoli - 1º episodio - 2º episodio - 3º episodio - 4º episodio - 5º episodio                     |                                                                             |                  |                        |
| 2  | 26 settembre 2011                                                                                  | ISBN 978-4-09-134053-5                                                      | 4 marzo 2015     | ISBN 978-88-692-0282-7 |
| 2  | Capitoli - 6º episodio - 7º episodio - 8º episodio - 9º episodio - 10º episodio - 11º episodio     |                                                                             |                  |                        |
| 3  | 26 gennaio 2012                                                                                    | ISBN 978-4-09-134269-0                                                      | 3 giugno 2015    | ISBN 978-88-692-0391-6 |
| 3  | Capitoli - 12º episodio - 13º episodio - 14º episodio - 15º episodio - 16º episodio                |                                                                             |                  |                        |
| 4  | 26 aprile 2012                                                                                     | ISBN 978-4-09-134515-8                                                      | 2 settembre 2015 | ISBN 978-88-692-0492-0 |
| 4  | Capitoli - 17º episodio - 18º episodio - 19º episodio - 20º episodio - 21º episodio - 22º episodio |                                                                             |                  |                        |
| 5  | 26 luglio 2012                                                                                     | ISBN 978-4-09-134628-5                                                      | 4 novembre 2015  | ISBN 978-88-6920-553-8 |
| 5  | Capitoli - 23º episodio - 24º episodio - 25º episodio - 26º episodio - 27º episodio                |                                                                             |                  |                        |
| 6  | 26 ottobre 2012                                                                                    | ISBN 978-4-09-134709-1                                                      | 3 febbraio 2016  | ISBN 978-88-6920-681-8 |
| 6  | Capitoli - 28º episodio - 29º episodio - 30º episodio - 31º episodio - 32º episodio - 33º episodio |                                                                             |                  |                        |
| 7  | 26 dicembre 2012                                                                                   | ISBN 978-4-09-134749-7                                                      | 1 aprile 2016    | ISBN 978-88-6920-883-6 |
| 7  | Capitoli - 34º episodio - 35º episodio - 36º episodio - 37º episodio - 38º episodio - 39º episodio |                                                                             |                  |                        |
| 8  | 26 marzo 2013                                                                                      | ISBN 978-4-09-134874-6 (ed. regolare) ISBN 978-4-09-159139-5 (ed. speciale) | 1 giugno 2016    | ISBN 978-88-2260-038-7 |
| 8  | Capitoli - 40º episodio - 41º episodio - 42º episodio - 43º episodio - 44º episodio                |                                                                             |                  |                        |
| 9  | 26 giugno 2013                                                                                     | ISBN 978-4-09-135190-6 (ed. regolare) ISBN 978-4-09-159151-7 (ed. speciale) | 1 settembre 2016 | ISBN 978-88-2260-298-5 |
| 9  | Capitoli - 45º episodio - 46º episodio - 47º episodio - 48º episodio - 49º episodio - 50º episodio |                                                                             |                  |                        |
| 10 | 26 settembre 2013                                                                                  | ISBN 978-4-09-135415-0 (ed. regolare) ISBN 978-4-09-159156-2 (ed. speciale) | 1 marzo 2017     | ISBN 978-88-2260-513-9 |
| 10 | Capitoli - 51º episodio - 52º episodio - 53º episodio - 54º episodio - 55º episodio                |                                                                             |                  |                        |
| 11 | 26 novembre 2013                                                                                   | ISBN 978-4-09-135642-0                                                      | 6 settembre 2017 | ISBN 978-88-2260-682-2 |
| 11 | Capitoli - 56º episodio - 57º episodio - 58º episodio - 59º episodio - 60º episodio                |                                                                             |                  |                        |
| 12 | 26 marzo 2014                                                                                      | ISBN 978-4-09-135784-7                                                      | 1 dicembre 2017  | ISBN 978-88-2260-784-3 |
| 12 | Capitoli - 61º episodio - 62º episodio - 63º episodio - Ultimo episodio - Epilogo                  |                                                                             |                  |                        |